# Lepidophorellinae
Sous-famille
Les Lepidophorellinae sont une sous-famille de collemboles de la famille des Tomoceridae.

## Liste des genres
Selon Checklist of the Collembola of the World (version du 22 août 2019) :
- Lepidophorellini Absolon, 1903
  - Antennacyrtus Salmon, 1941
  - Lepidophorella Schäffer, 1897
  - Pseudolepidophorella Salmon, 1941
- Neophorellini Janssens, 2017
  - Neophorella Womersley, 1934
  - Lasofinius Ireson & Greenslade, 1990
- Novacerini Salmon, 1941
  - Novacerus Salmon, 1942

## Publication originale
- Absolon, 1903 : Untersuchungen über Apterygoten auf Grund der Sammlungen des Wiener Hofmuseums. Annalen des K.K. Naturhistorischen Hofmuseums, vol. 18, p. 91–111 (texte intégral).